# Comitè Olímpic i Esportiu Luxemburguès
El Comitè Olímpic i Esportiu Luxemburguès (en francès: Comité Olympique et Sportif Luxembourgeois, COSL) és el representant del Comitè Olímpic Internacional de Luxemburg. El comitè va ser fundat el 1912 i reconegut pel COI el mateix any.

## Llista de presidents
- Robert Brasseur (1912–1922)
- Maurice Pescatore (1922–1925)
- Gustave Jacquemart (1925–1950)
- Paul Wilwertz (1950–1970)
- Prosper Link (1970–1972)
- Josy Barthel (1973–1977)
- Gérard Rasquin (1977–1989)
- Norbert Haupert (1989–1999)
- Marc Theisen (1999 –2012)
- André Hoffmann (2012 -)